# Domitia Longina
Domitia Longina, född 53, död 130, var en romersk kejsarinna, gift med kejsar Domitianus. 

## Biografi
Domitia Longina var dotter till konsul Gnaeus Domitius Corbulo och Cassia Longina och brorsdotter till kejsarinnan Milonia Caesonia; hennes mor var barnbarnsbarn till kejsar Augustus. Hon gifte sig först med senator Lucius Aelius Plautius Lamia Aelianus. 
År 71 blev kejsarens son Domitianus förälskad i henne och övertalade henne att skilja sig för att kunna gifta om sig med honom, vilket hon gjorde. Äktenskapet hade ursprungligen inget stöd av kejsaren, men då det väl var ett faktum kunde flera positiva politiska aspekter hittas för båda familjer: bland annat en förbindelse med tidigare kejsare, samt rehabiliteringen av hennes familj, efter att fadern hade blivit inblandad i en komplott mot kejsar Nero.
Åren 79-81 regerade hennes svåger Titus, som enligt uppgift gjorde hennes exmake Lamia till konsul för att förarga sin bror; då han bad Lamia att gifta om sig, ska denne ha gett svar på tal genom att undra om han själv också tänkte göra det. 

### Kejsarinna
År 83 blev Domitianus kejsare och gav henne titeln Augusta redan innan han själv installerats. Kort därpå lät han dock förvisa henne, och hon kunde inte återvända till Rom förrän år 84. Orsaken till förvisningen är okänd, men samtida rykten hävdar att det var för att hon hade varit otrogen med en skådespelare vid namn Paris. Domitianus ska som svar ha mördat Paris, förvisat Domitia Longina och inlett ett förhållande med sin brors/systerdotter Julia Flavia, som sedan avled under en misslyckad abort. 
Det är bekräftat att förhållandet mellan Domitianus och Julia Flavia aldrig inträffade, men däremot är förhållandet mellan Domitia Longina och Paris något som inte går att fastställa åt något håll, och detta förhållande karikerades också flitigt av samtidens kritiker av Domitianus, som var en förespråkare av de augustinska värdena. En modern forskare har föreslagit att orsaken till förvisningen var att hon inte hade fött en tronarvinge. 
Domitia Longina återvände i vilket fall till Rom år 84 och fungerade som kejsarinna under resten av makens regeringstid. Parets förhållande tycks ha varit gott, men det finns inga omnämnanden om att hon var politiskt aktiv. Hon deltog i representation och närvarade vid makens teaterbesök och ska enligt den judiske författaren Josephus ha varit hans välgörare. 

### Senare liv
År 96 mördades Domitianus i ett attentat av sina hovfunktionärer och kremerades av sin sköterska Phyllis, varefter askan blandades med Julia Flavia. Samtida källor antyder att Domitia Longina var inblandad i attentatet, om inte som deltagare så åtminstone som passiv trots att hon hade blivit informerad om saken i förväg. Hon ska ha upprättad en lista över de hovfunktionärer Domitianus planerade att avrätta och överlämnat dem till hovmästaren som varning. Detta anses dock inte trovärdigt, eftersom hon fram till sin död demonstrerade sin lojalitet mot Domitianus trots den negativa propagandan och till sin död kallade sig hans maka.   

## Galleri

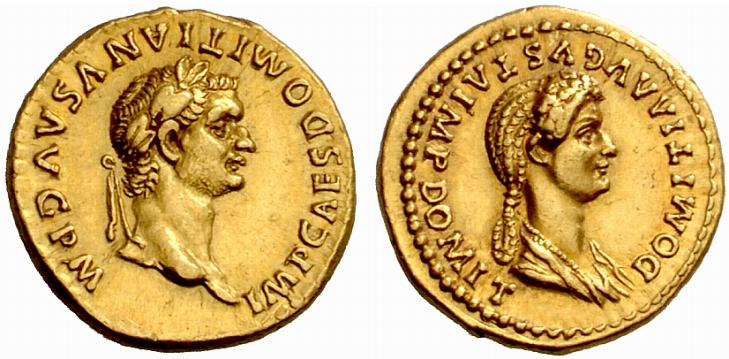
Domitianus och Domitia Longina.
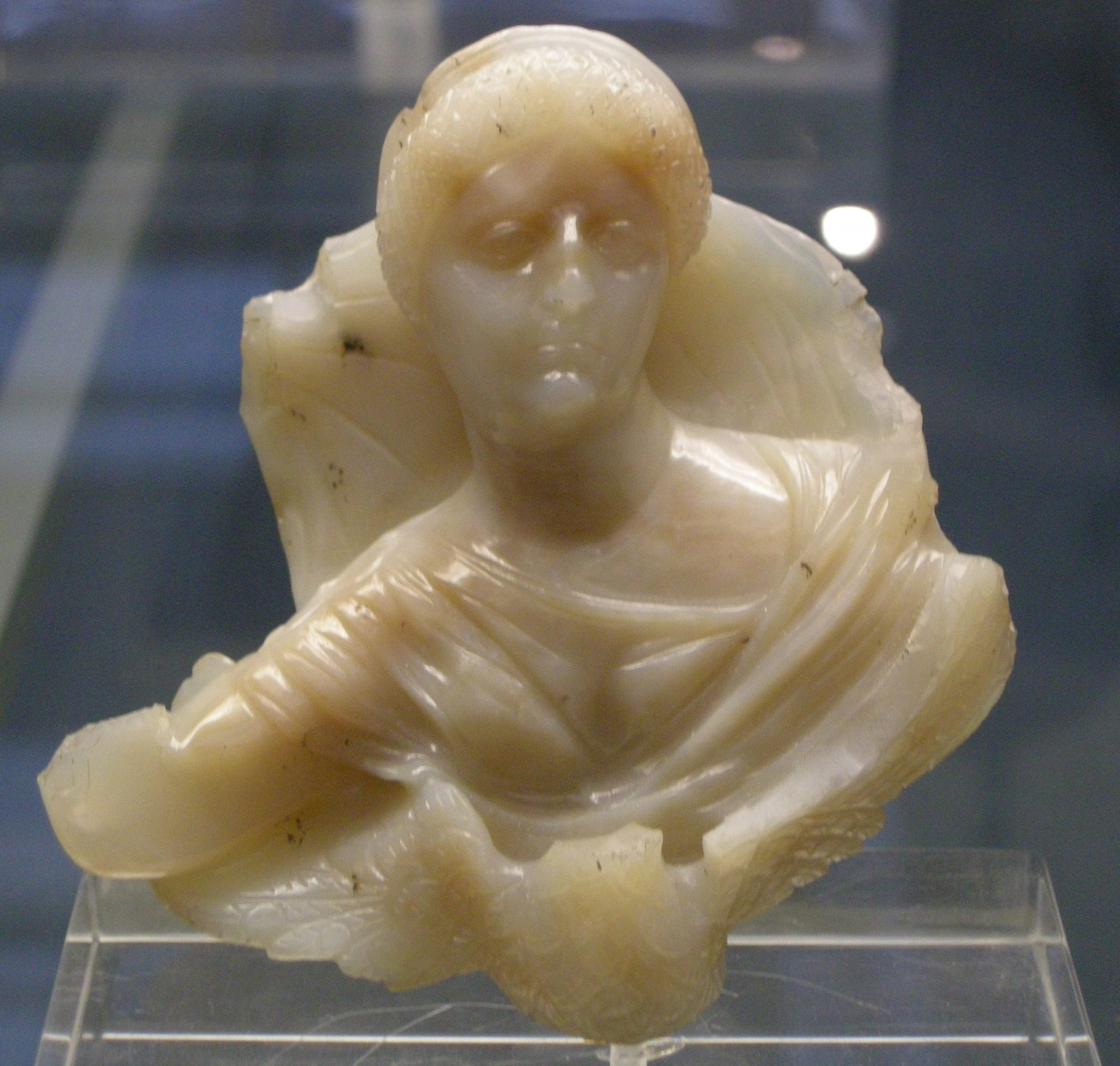
Domitia Longina
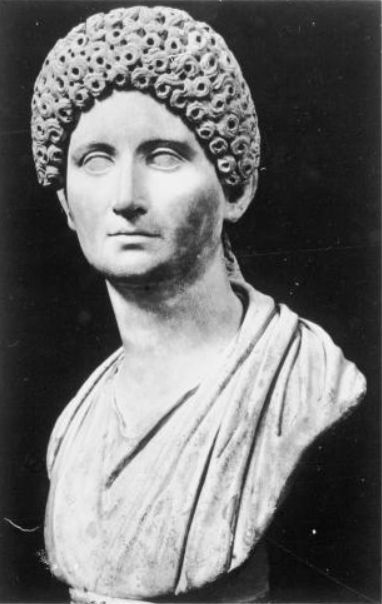
Domitia Longina